# Peñalsordo
Peñalsordo – gmina w Hiszpanii, w prowincji Badajoz, w Estramadurze, o powierzchni 47,33 km². W 2011 roku gmina liczyła 1121 mieszkańców.